# يوجينيا بي باتلر
يوجينيا بي باتلر (بالإنجليزية: Eugenia P. Butler)‏ هي فنانة تصويرية أمريكية، ولدت في 30 يناير 1947 في واشنطن العاصمة في الولايات المتحدة، وتوفيت في 29 مارس 2008 في سانتا روسا في الولايات المتحدة.

## وصلات خارجية
- الموقع الرسمي